# 1984-es magyar vívóbajnokság
Az 1984-es magyar vívóbajnokság a hetvenkilencedik magyar bajnokság volt. A férfi tőrbajnokságot május 25-én rendezték meg, a párbajtőrbajnokságot május 24-én, a kardbajnokságot május 26-án, a női tőrbajnokságot pedig május 27-én, mindet Budapesten, a Nemzeti Sportcsarnokban.

## Eredmények
| Versenyszám          | Arany                       | Arany | Ezüst                      | Ezüst | Bronz                     | Bronz |
| -------------------- | --------------------------- | ----- | -------------------------- | ----- | ------------------------- | ----- |
| Férfi tőrvívás       | Érsek Zsolt Újpesti Dózsa   |       | Szekeres Pál Újpesti Dózsa |       | Papp András Újpesti Dózsa |       |
| Férfi párbajtőrvívás | Kolczonay Ernő Bp. Honvéd   |       | Szijj Károly Bp. Honvéd    |       | Takács Péter Csepel SC    |       |
| Férfi kardvívás      | Gedővári Imre Újpesti Dózsa |       | Varga József Bp. Honvéd    |       | Abay Péter Bp. Honvéd     |       |
| Női tőrvívás         | Győrffy Katalin Vasas SC    |       | Kovács Edit MTK-VM         |       | Kollányi Katalin MTK-VM   |       |